# 쯔위
쯔위(본명: 저우쯔위, 중국어 정체자: 周子瑜, 웨이드-자일스: Chou Tzu-yu, 주음 부호: ㄓㄡ ㄗˇ ㄩˊ, 한자음: 주자유, 1999년 6월 14일~)는 중화민국의 가수로, 대한민국 걸 그룹 트와이스의 멤버이다.
쯔위는 1999년 6월 14일 중화민국 타이난시에서 태어났다. 2012년 타이난에 있는 MUSE 공연예술 워크숍에서 스카웃되어, 그 해 11월 한국으로 와 연습생이 되었다. JYP 엔터테인먼트에서 2년 간의 연습생 시절을 보내고, Mnet의 서바이벌 아이돌 선발인 식스틴을 통해 2015년 10월 20일 걸그룹 트와이스의 일원으로 데뷔했다.

## 사건 및 논란

### 쯔위청천백일만지홍기사건
쯔위는 2015년 11월 방영된 대한민국의 방송사 문화방송 MBC의 예능프로그램 마이 리틀 텔레비전 생중계 분에서 같은 그룹 멤버인 모모, 미나, 사나와 출연하였다. 방송 중, 네 멤버는 제작진이 준비한 각자의 출신 국기를 들었다. 일본 출신인 모모, 미나, 사나는 일본의 국기인 일장기를 들었고, 대만 출신인 쯔위는 중화민국의 국기인 청천백일만지홍기를 들었다. 하지만 당시 이 모습은 생중계로만 전해졌을 뿐, 이후에는 편집되어 본 방송에는 실리지 않았다.
두 달 후, 대만의 한 매체는 이 장면을 캡처해 쯔위에게 애국자 이미지를 씌운 내용의 보도를 했다. 그런데 2016년 1월 8일, 대만 출신 싱어송라이터인 황안(黃安)이 이 상황을 언급하며 쯔위를 "분리주의자"라며 비난했다. 삽시간에 중국 내 여론은 심각해졌고, 동방위성 TV의 명절 프로그램인 "춘완"(春晚)에 출연 예정이었던 트와이스의 해당 스케줄은 취소되었다. 뿐만 아니라 중국 내 여론 자체가 점점 심각해져 쯔위가 속한 트와이스 외 JYP 엔터테인먼트의 다른 가수들의 활동도 취소 요청을 받는 보이콧 사태가 일어났다.
대만 14대 총통 선거(2016년 1월 16일)가 다가오면서 대만 내 여론도 사태를 악화시키는데 기여하였다. 당시 여당인 중국 국민당과 야당인 민주진보당 양측 모두 쯔위를 옹호하며 선거 운동을 펼쳐갔다. 이에 타이완 내 여론은 점점 더 격앙되어 갔고, 민주진보당의 집권이 유력해져갔다. 하나의 중국 정책을 반대하며 타이완 독립을 지지하는 민주진보당의 집권이 유력해지는 것은 중국 입장에서는 불편한 상황이었다.
2016년 1월 14일, 정치·외교적인 문제로 커질 것을 우려한 JYP 측은 1, 2차 사과문을 통해 트와이스의 중국 활동을 잠정 중단하겠다고 발표했다. 다음날 15일, JYP 측은 쯔위가 직접 출연해 사과를 하는 동영상을 유튜브에 올렸다. 영상에서 쯔위는 "오로지 하나의 중국만이 존재할 뿐입니다. 양안(중국 대륙과 타이완)은 단일한 국가입니다.", "전 늘 저 자신을 중국인으로서 생각해 왔으며, 저는 제가 중국인이라는 것에 자부심을 느낍니다." 라고 밝히며 사과를 했다. 타이완 내 언론은 이 영상을 긴급 속보로 전하며 연일 방송했다. 대한민국과 타이완의 네티즌은 사상의 자유를 부정한 인권 침해라고 JYP 측을 비난하였다. 대한민국 외교부도 상황을 주시하고 있다고 밝혔다.
2016년 1월 16일, 중국 공산당의 기관지 인민일보의 자매지인 환구시보는 쯔위의 사과 영상을 함께 올리며 입장을 밝혔다. "우리는 오늘로 전도가 양양한 중국의 미소녀를 얻었다. 쯔위에게 악플이나 악행을 할 경우 용서하지 않을 것" 이라고 경고했다. 뿐만 아니라 쯔위에게는 "어린 나이에 고향을 떠나 고생도 많이 하고 서바이벌을 통해 힘들게 데뷔했는데, 악플러들은 무시하고 용감하게 '중국의 빛'이 돼라"라는 말을 전했다. 쯔위는 트와이스 데뷔가 확정된 후, 자국에서 '타이완의 빛'(臺灣之光)이라는 칭호를 받은 바 있다.

## 학력
- 타이난시립부흥국민중학교(台南市立復興國中) (졸업)
- 한림연예예술고등학교 실용음악과 (졸업)

## 음반 목록
abouTZU (2024) 

## 수상

### 가요 프로그램
| 연도            | 수상 내역 (총 1회)                                           |
| --------------- | ------------------------------------------------------------ |
| 2024년 (총 1회) | - Run Away (총 1회) - 9월 13일 KBS2 《뮤직뱅크》 K-Chart 1위 |

- 2020년 - 제 34회 골든디스크 어워즈 음반 부분 본상
- 2019년 - M2 X 지니 뮤직 어워즈 베스트 셀링 아티스트
- 2019년 - M2 X 지니 뮤직 어워즈 여자 그룹상
- 2019년 - 제8회 가온차트 뮤직어워즈 디지털음원부문 올해의 가수상 7월
- 2019년 - 제8회 가온차트 뮤직어워즈 디지털음원부문 올해의 가수상 4월
- 2019년 - 제28회 하이원 서울가요대상 본상
- 2019년 - 제33회 골든디스크 어워즈 음반부문 본상
- 2019년 - 제33회 골든디스크 어워즈 디지털음원부문 본상
- 2018년 - 제7회 가온차트 뮤직 어워즈 디지털음원부문 올해의 가수상 12월
- 2018년 - 제7회 가온차트 뮤직 어워즈 디지털음원부문 올해의 가수상 2월
- 2018년 - 엠넷 아시안 뮤직 어워즈 올해의 노래
- 2018년 - 엠넷 아시안 뮤직 어워즈 여자 그룹상
- 2018년 - 엠넷 아시안 뮤직 어워즈 베스트 댄스 퍼포먼스 여자 그룹
- 2018년 - 엠넷 아시안 뮤직 어워즈 월드와이드 팬스 초이스 탑10
- 2018년 - 엠넷 아시안 뮤직 어워즈 페이버릿 댄스 아티스트 여자부문
- 2018년 - 제10회 멜론뮤직어워드 TOP10
- 2018년 - 아시아 아티스트 어워즈 가수부문 베스트 아티스트
- 2018년 - 아시아 아티스트 어워즈 가수부문 올해의 아티스트
- 2018년 - 아시아 아티스트 어워즈 가수부문 페뷸러스상
- 2018년 - MGA 여자 그룹상
- 2018년 - MGA 베스트 글로벌 퍼포먼스상
- 2018년 - MGA 올해의 베스트 셀링 아티스트
- 2018년 - 제2회 소리바다 베스트 케이뮤직 어워즈 음원대상
- 2018년 - 제2회 소리바다 베스트 케이뮤직 어워즈 본상
- 2018년 - 제32회 골든디스크 어워즈 음반부문 본상
- 2018년 - 제32회 골든디스크 어워즈 쎄씨 아시아 아이콘상
- 2018년 - 제32회 골든디스크 어워즈 디지털음원부문 본상
- 2017년 - 제9회 멜론뮤직어워드 댄스 여자 부문
- 2017년 - 제9회 멜론뮤직어워드 TOP 10
- 2017년 - Mnet 아시안 뮤직 어워드 올해의 노래
- 2017년 - Mnet 아시안 뮤직 어워드 베스트 댄스 퍼포먼스 여자 그룹
- 2017년 - 제8회 대한민국 대중문화예술상 문화체육관광부장관표창
- 2017년 - 제1회 소리바다 베스트 케이뮤직 어워즈 음원대상
- 2017년 - 제1회 소리바다 베스트 케이뮤직 어워즈 본상
- 2017년 - 제29회 한국PD대상 시상식 가수상
- 2017년 - 케이블TV 방송대상 올해의 가수상
- 2017년 - 제6회 가온차트 뮤직 어워즈 올해의 가수상 음원부문 4, 10월
- 2017년 - 제26회 하이원 서울가요대상 최고음원상
- 2017년 - 제26회 하이원 서울가요대상 본상
- 2017년 - 제26회 하이원 서울가요대상 댄스퍼포먼스상
- 2017년 - 제31회 골든디스크 어워즈 디지털음원부문 대상
- 2017년 - 제31회 골든디스크 어워즈 디지털음원부문 본상
- 2016년 - Mnet 아시안 뮤직 어워드 올해의 노래
- 2016년 - Mnet 아시안 뮤직 어워드 여자 그룹상
- 2016년 - 제8회 멜론뮤직어워드 TOP10
- 2016년 - 제8회 멜론뮤직어워드 베스트송상
- 2016년 - 아시아 아티스트 어워즈 가수부문 베스트 아티스트
- 2016년 - 제30회 골든디스크 어워즈 음반부문 JTBC2 신인상
- 2015년 - Mnet 아시안 뮤직 어워드 여자 신인상

## 출연 작품

### 텔레비전 프로그램
- 2015년: Mnet 《SIXTEEN》 (참가자)
- 2015년: MBC 마이 리틀 텔레비전
- 2016년: SBS 동상이몽, 괜찮아 괜찮아
- 2016년: SBS 보컬 전쟁: 신의 목소리
- 2016년: JTBC 잘 먹는 소녀들
- 2016년: JTBC 냉장고를 부탁해
- 2016년: MBC 미스터리 음악쇼 복면가왕
- 2016년: SBS 디스코
- 2016년: KBS2 우리동네 예체능
- 2016년: MBC 아이돌육상선수권대회
- 2017년: KBS2 해피투게더
- 2017년: MBC 아이돌육상선수권대회
- 2018년: MBC 아이돌육상선수권대회
- 2019년: MBC 아이돌육상선수권대회
- 2019년 SBS 런닝맨
- 2019년 jtbc 아는형님
- 2020년 SBS 런닝맨

### 웹예능
- 2024년 유튜브 집대성

### 뮤직 비디오
| 연도   | 음반명     | 아티스트 |
| ------ | ---------- | -------- |
| 2014년 | 하지하지마 | GOT7     |
| 2015년 | Only You   | 미쓰에이 |

### 광고
- 2015년 - LG유플러스 LTE 비디오포털

### 기타
- 쯔위 첫번째 화보집《Yes, I am Tzuyu》(2020)

## VIP 시사회
- 부산행 (2016년)